# Parroquia San Pablo (Táchira)
Se encuentra ubicada al sur y es la de mayor extensión territorial (162 km²) del municipio Sucre. Su territorio corresponde al del antiguo municipio San Pablo, que formaba parte del entonces Distrito Sucre hasta 1989, año en el que decidió seguir formando parte de la antigua entidad y bajó a la categoría de parroquia integrante del actual municipio. Limita al norte con la Parroquia Capital Sucre y el Municipio Francisco de Miranda, al este con el Municipio Uribante, al sur con los Municipios Uribante y Cárdenas, y al oeste con el Municipio Cárdenas.
La Parroquia San Pablo se subdivide en el área urbana de la localidad de San Pablo (segunda en tamaño y población del municipio) y siete aldeas con sus respectivos caseríos que son representadas por sus Asociaciones Vecinales.
Las Aldeas integrantes son:
1. Altamira.
2. José Gregorio Hernández.
3. Las Palmas.
4. Libertador.
5. Páez.
6. San Antonio del Bojal.
7. Sucre.